# シーハン症候群
シーハン症候群（シーハンしょうこうぐん、英語: Sheehan syndrome）は、出産、分娩に伴う大量出血による下垂体の機能低下が特徴的な疾患である。分娩後下垂体機能低下症やSimmond's diseaseとも称される。
分娩による大量出血によって主に下垂体前葉が虚血性壊死を生じることで引き起こされる。
シーハン症候群の症状は、下垂体ホルモンが一種類以上減少もしくは欠失することに起因し、乳汁分泌低下や疲労、副腎不全など多種多様な症状が現れる。下垂体機能低下症が生じており、成長ホルモンとプロラクチン、卵胞刺激ホルモンと黄体形成ホルモンなどの分泌低下が見られる。
分娩時の大量出血からシーハン症候群を発症するまでに、数年以上はかかるとされる。内分泌学的検査やMRI検査などの進歩によって、無症状でも診断することができる。